# Logg (datateknik)
En logg är en fil där transaktioner skrivs ner, oftast rad för rad i kronologisk ordning. En vanlig logg för operativsystem är en logg med misslyckade inloggningsförsök.